# Verpoorten
Die Verpoorten GmbH & Co. KG ist ein Hersteller von Eierlikör mit Sitz in Bonn.

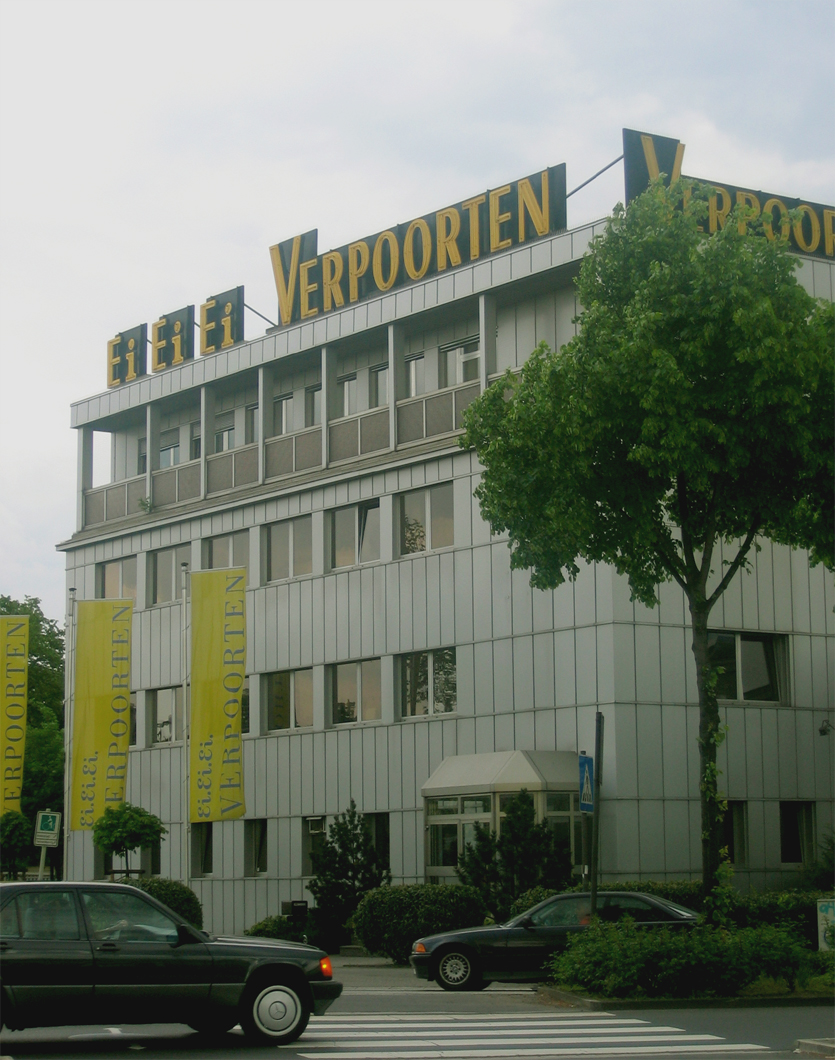
Hauptgebäude der Firma Verpoorten in Bonn

## Geschichte
Eugen Verpoorten gründete das Unternehmen 1876 in Heinsberg. Der aus Antwerpen stammende Destillateur eröffnete auf der Heinsberger Hochstraße, neben dem adligen Damenstift, die „Liqeur-Fabrik & Colonialwaaren von H. Verpoorten“, wo er erstmals kommerziell Eierlikör herstellte. Das streng gehütete Rezept soll seit der Unternehmensgründung nicht verändert worden sein.
Sein Sohn Hubert Verpoorten führte das Geschäft erfolgreich weiter. In dritter Generation leitete der 1896 geborene Willy Verpoorten den Betrieb. Er verlegte das Unternehmen im Jahr 1920 nach Berlin, weil er nach seiner Rückkehr aus dem Ersten Weltkrieg keine erfolgversprechenden Aussichten auf einen Neuanfang im französisch besetzten Rheinland sah. Die Produktionsstätte in Berlin wurde 1944 im Zweiten Weltkrieg zerstört.
Nachdem die Produktion nach dem Zweiten Weltkrieg zunächst in einem bestehenden Zweigbetrieb im bayerischen Straubing wieder aufgenommen worden war, wurde 1952 mit dem Bau des heutigen Hauptsitzes in Bonn begonnen. Viktor Verpoorten führte nun die Geschäfte und setzte in den 1960er Jahren erstmals massiv auf Werbung, als er 1961 das Motto „Ei, ei, ei – Verpoorten“ aus dem Schlager Ay ay ay Maria – Maria aus Bahia kreierte. Zuvor lautete das Werbemotto: „Erquickt den Gaumen, labt und kräftigt, stimmt froh und heiter, daheim und allerorten: Verpoorten“. Neben dieser offiziellen Version ist auch auf den Film Immer die Radfahrer von 1958 zu verweisen. In der Komödie spielt Heinz Erhardt den Eierlikörfabrikanten Eilers, dessen Produkt mit dem Slogan „Ei, Ei, Eilers“ vermarktet wird.
Verpoorten befindet sich seit fünf Generationen im Familienbesitz. Seit 2003 ist William Verpoorten Geschäftsführer. Heute werden unter dem Markennamen unter anderem auch Tiefkühltorten, Gebäck, Pralinen, Schokolade, Eiscreme und Desserts vermarktet.

## Unternehmenszahlen
Verpoorten beschäftigt rund 100 Mitarbeiter und täglich werden bis zu 130.000 Flaschen abgefüllt und in 30 Länder exportiert. Der Umsatz liegt nach Unternehmensangaben stabil bei rund 50 Millionen Euro. 15 Prozent des Umsatzes werden mit dem Verkauf des nicht benötigten Eiklars gemacht.

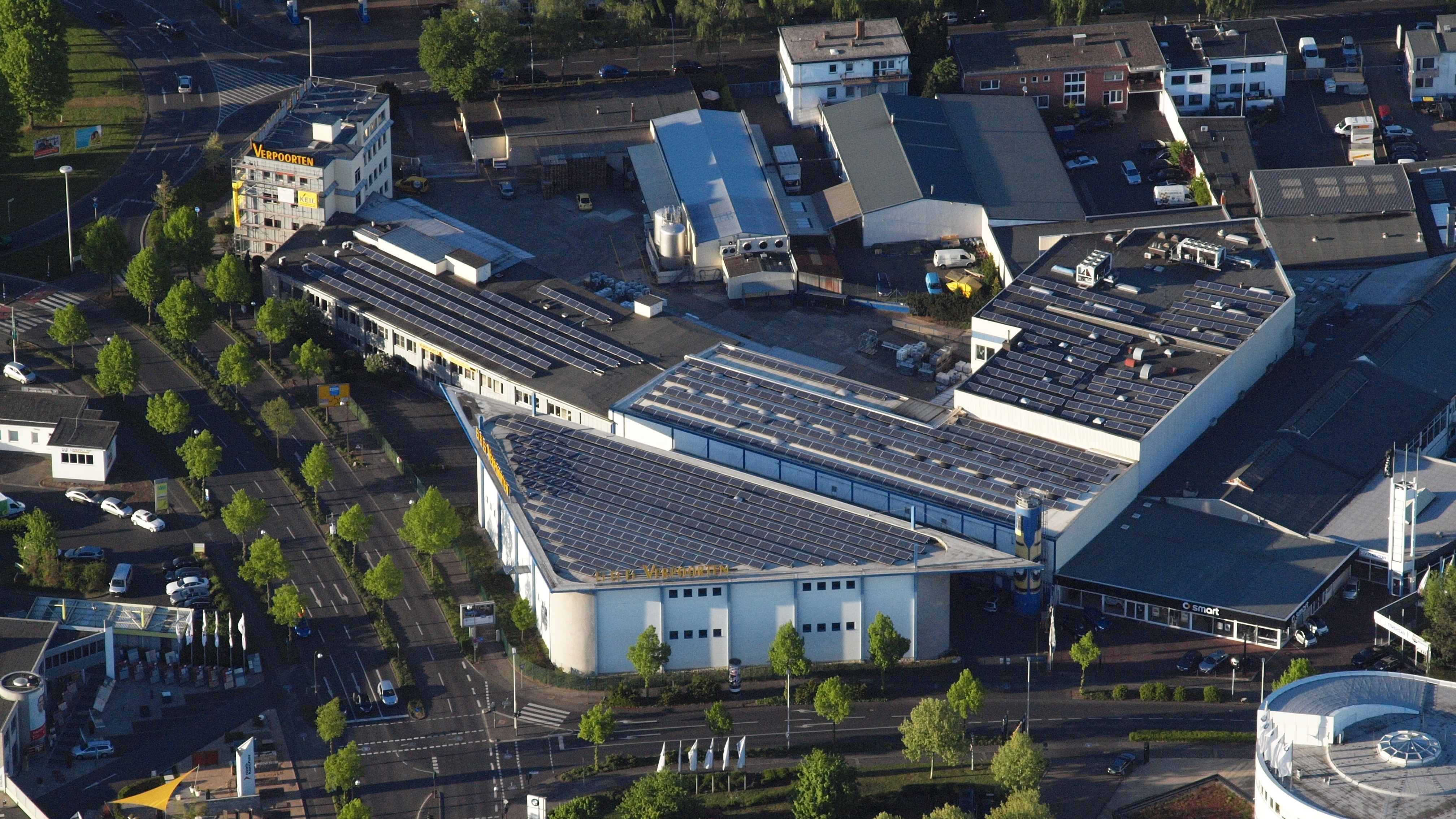
Verpoorten – Luftbild
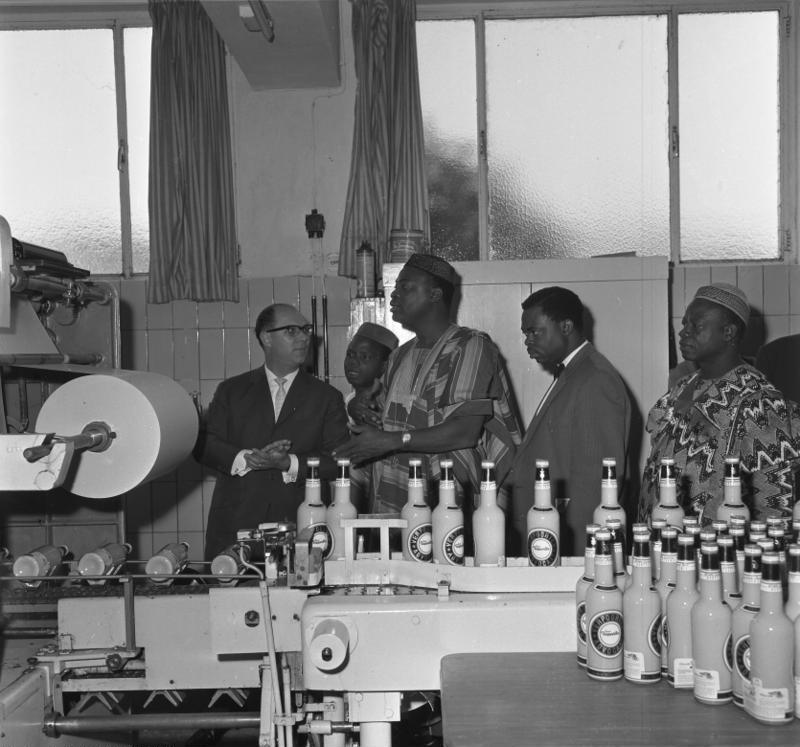
Politiker aus Nigeria bei Besichtigung der Fa. Verpoorten, 1961
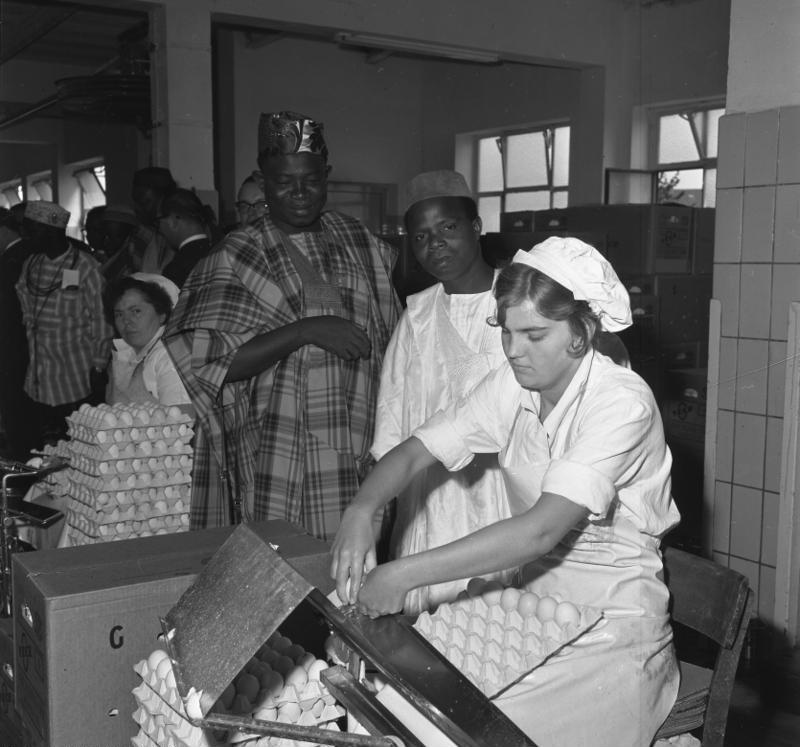
Politiker aus Nigeria bei Besichtigung der Fa. Verpoorten, 1961

Im Jahr 2020 wurde ein Umsatzwachstum von 8,5 Prozent bei Verpoorten verzeichnet. Aus welchen Gründen in der Corona-Pandemie ein erhöhtes Konsumverhalten von Eierlikör zu verzeichnen war erklärte William Verpoorten in einem Interview damit, dass die Menschen sich im Zuge des Lockdowns zu Hause verwöhnen mussten. Viktoria Verpoorten führte dazu aus, dass an den betreffenden Orten ansonsten auf Weihnachtsmärkten der Konsum von Eierpunsch weit verbreitet sei. Auch der Verkauf in Duty-free-Shops verzeichnete einen signifikanten Rückgang. Demgegenüber verzeichnete das Online-Geschäft ein signifikantes Wachstum.

## Kritik
Der Deutsche Tierschutzbund warf im Rahmen einer Kampagne im Jahr 2007 mehreren Markenherstellern, darunter auch Verpoorten, die Mitverantwortung für Tierquälerei vor, da sie Eier aus Käfighaltung verwendeten.
In der Lebensmittel- und Spirituosenbranche ist in den vergangenen Jahren ein Trend hin zu pflanzlichen Produktalternativen zu beobachten. Verpoorten bietet bislang keine vegane Eierlikör-Alternative an. Firmenchef William Verpoorten erklärte dazu bereits 2010, das Unternehmen sei „in der Gattung Eierlikör gefangen“ und konzentriere sich bewusst auf das Stammprodukt.
Im Jahr 2024 kam es zu einem Rechtsstreit, bei dem der von William  Verpoorten und Underberg-Chef Frank Barwinski geleitete Schutzverband der Spirituosen-Industrie e.V. juristisch gegen ein Hamburger Start-up vorgeht. Das Unternehmen vertreibt eine vegane Alternative zu Eierlikör unter dem Namen „Likör ohne Ei“ mit einem Etikett, das einen stilisierten Hahn zeigt. Der Verband sah darin einen Verstoß gegen das sogenannte Anspielungsverbot der EU-Spirituosenverordnung und forderte eine Änderung von Bezeichnung und Etikett. Die Auseinandersetzung fand mediale Beachtung und wurde unter anderem von der Wochenzeitung Die Zeit und dem Norddeutschen Rundfunk (NDR) kritisch kommentiert. Beide Medien hinterfragten, ob das juristische Vorgehen des Verbands innovationshemmend wirke und kleinere Anbieter pflanzlicher Alternativen benachteilige.